# Tmesisternus irregularis
Tmesisternus irregularis là một loài bọ cánh cứng trong họ Cerambycidae.